# 斯科費爾峰

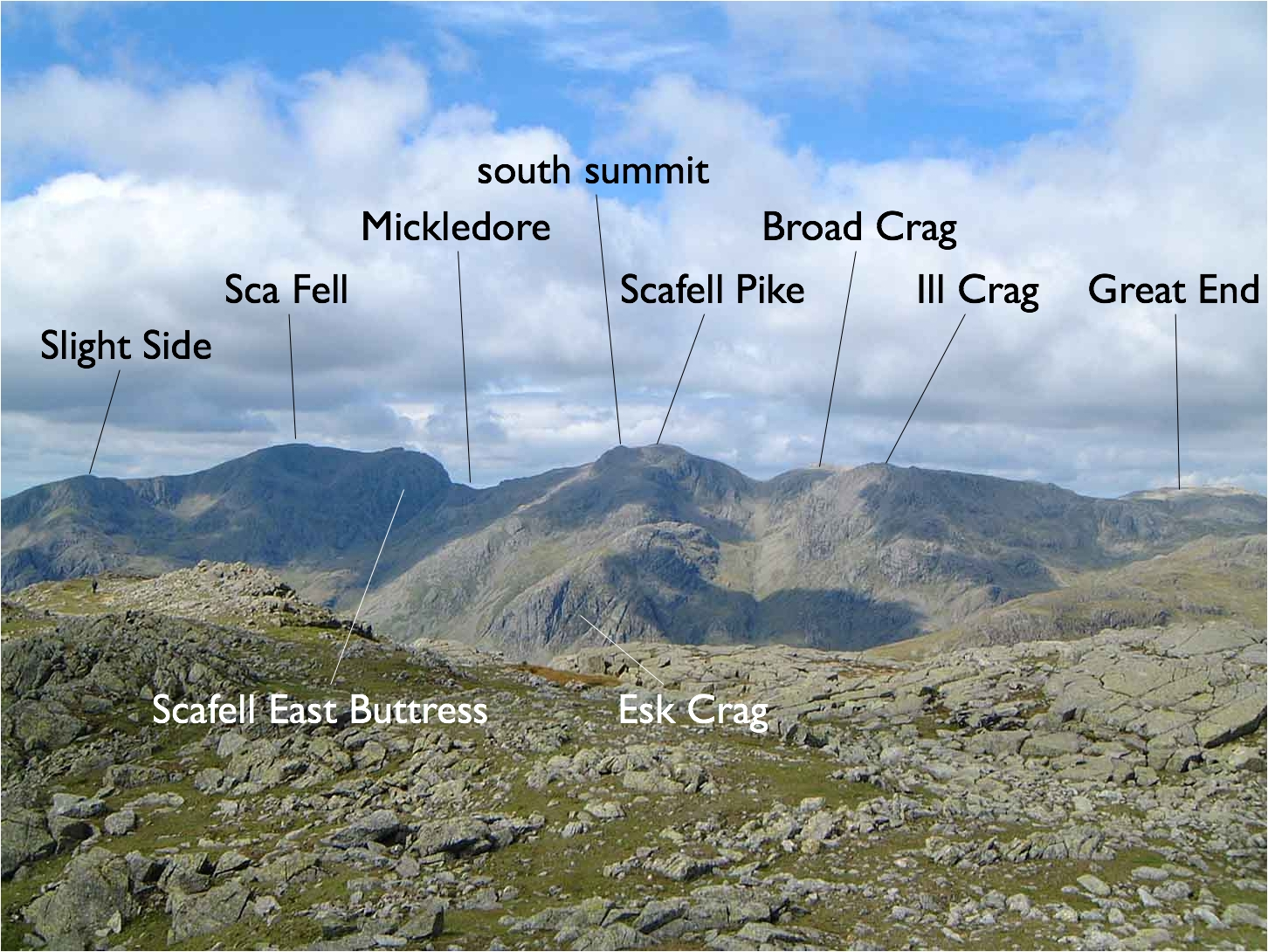
斯科費爾峰（右四）

斯科費爾峰（英語：Scafell Pike），英格蘭最高山峰，海拔978（3,209英尺），位於英國英格蘭西北區域坎布里亞郡湖區。

## 外部連結
- 斯科費爾峰的全景照片北面 （页面存档备份，存于）、南面 （页面存档备份，存于）
- 拍攝斯科費爾峰的同步更新網路攝影機 （页面存档备份，存于）